# Escola Secundária Dr. Bernardino Machado
Escola Secundária Dr. Bernardino Machado ou, simplesmente, Escola Secundária nº 1, é uma escola situada no centro da Figueira da Foz, em Portugal, desde 1888. A escola faz anos no dia 28 de Outubro. Em 28 de Outubro de 2008, a escola fez 120 anos de existência.

## História
Tudo começou em 28 de Outubro de 1888 no edifício da actual Câmara Municipal da Figueira da Foz, onde funcionou, durante muito tempo, esta escola. A partir da década de 1960, mudou-se para as instalações junto ao 1º Jardim-Escola João de Deus.

## Instalações
A Escola Secundária Dr. Bernadino Machado é actualmente composta por um edifício principal de dois andares, que incluem salas multimédia a laboratórios de Física, Química e Biologia, um Ginásio, Campo de Jogos, Oficinas Especializadas de Mecânica, Electricidade, entre outras, Cantina, Bar dos Alunos, Associação de Estudantes, entre outros.
O recinto escolar é monitorizado por videovigilância em tempo real, permitindo assim uma melhor gerência do espaço escolar.

## Alunos e tipos de ensino
A Escola Secundária Dr. Bernadino Machado alberga alunos do 3º Ciclo e Ensino Secundário. A oferta da Escola recaí sobre as áreas Ciências e Tecnologias, Ciências Sociais e Humanas, Desporto, Gestão Empresarial e Cursos Especializados, entre outros. O número de alunos da escola é estimado entre 600 e 900 alunos no total.